# Thomas Kristiansen
Pour les articles homonymes, voir Kristiansen.
Thomas Kristiansen, né le 8 janvier 1987 à Glostrup au Danemark, est un coureur cycliste danois.

## Palmarès sur route
- 2004
  - 3e du championnat du Danemark du contre-la-montre par équipes juniors
- 2005
  - 2e du championnat du Danemark du contre-la-montre par équipes juniors
  - 3e du championnat du Danemark sur route juniors
- 2007
  -  Champion du Danemark sur route espoirs

## Palmarès sur piste

### Championnats du Danemark
- Champion du Danemark de la course aux points juniors en 2005